# Curtiss V-1570
Curtiss V-1570 (или Curtiss Conqueror) — 12-цилиндровый поршневой V-образный авиадвигатель жидкостного охлаждения, производившийся компанией Curtiss (США) в 1926 — 1935 годах и применявшийся на многих моделях самолётов. Представлял собой более мощную версию предыдущей модели D-12.

## История создания
В 1924 году началась разработка нового двигателя для замены выпущенного годом ранее Curtiss D-12, уже зарекомендовавшего себя Авиакорпусу Армии США. Первоначально он назывался «Conqueror», а позже получил военное обозначение V-1570 в соответствии со своим типом и рабочим объёмом в 1570 кубических дюймов (26 литров). На нём были применены некоторые технические новинки того времени: открытые гильзы цилиндров и закачка охлаждающей жидкости в радиатор под давлением.
Параметры уже имевшегося у компании двигателя Curtiss V-1550 были сочтены недостаточными и он был доработан конструктором Артуром Наттом до версии V-1570, а также оснащён понижающим редуктором. Серийное производство ранних модификаций нового двигателя, развивавших мощность в 575 л.с. началось в 1926 году.
В качестве охлаждающей жидкости предполагалось использовать этиленгликоль, имевший большую температуру закипания. Уже в 1927 году в гонках «National Air Races» принимал участие самолёт Curtiss P-6, имевший двигатель с подобной системой охлаждения (занял 2-е место). Однако, для подготовки к серийному выпуску потребовалось разработать ещё несколько модификаций, вплоть до модели V-1570-23.
Двигатель устанавливался, в числе прочих, на Curtiss A-8, Curtiss B-2 и Douglas XB-7, к 1930 году составлявших большую часть (примерно 2/3) американских боевых самолётов. По состоянию на апрель того же года, на вооружении имелись Curtiss P-6, оснащённые турбонагнетателем производства «General Electric». Однако, несмотря на очевидный коммерческий успех, Conqueror стал одним из последних авиадвигателей, выпущенных компанией Curtiss.
В результате множества усовершенствований, включавших применение нагнетателя, мощность двигателя постепенно возрастала (до 650 л.с.), пока на испытаниях 1931 года не выявилась его недостаточная надёжность, связанная с перегревом и утечками охлаждающей жидкости.
Этот факт, как и наметившееся у армии США снижение интереса к двигателям жидкостного охлаждения, привело к тому, что в 1932 году финансирование дальнейших разработок со стороны минобороны было прекращено; усилия же компании по выводу двигателя на гражданский рынок для оснащения им пассажирских самолётов не увенчались успехом, и в 1935 году он был окончательно снят с производства. 

### В СССР
Кроме применения двигателя на прототипах бомбардировщика ТБ-3, его собирались устанавливать на туполевском истребителе АНТ-13, однако, отказ от приобретения лицензии, не позволил довести машину до госиспытаний.

## Модификации
V-1570-1
V-1570-5
V-1570-7
V-1570-9
V-1570-11
V-1570-13
V-1570-15
SV-1570-15
V-1570-17
V-1570-23
V-1570-25
V-1570-27
V-1570-29
V-1570-33
V-1570-53
V-1570-55
V-1570-57
V-1570-59
V-1570-61
V-1570-79
GIV-1570-FM
V-1570-C
V-1570-F
GIV-1570C

## Применение
| - Atlantic (Fokker U.S.) XB-8 - Bellanca TES (модель 1930 года) - Berliner-Joyce P-16 (V-1570-25) - Boeing XP-9 (Model 96) (SV-1570-15) - Boeing Y1B-9 - Consolidated A-11 - Consolidated P-30 (V-1570-57, -61) - Consolidated Y1P-25 (V-1570-27) - Curtiss A-8 (V-1570-23, -57) - Curtiss B-2 Condor (V-1570-7) - Curtiss P-1 Hawk (V-1570-1) - Curtiss P-6 Hawk | - Curtiss XO-30 (не строился) - Curtiss XP-10 - Curtiss YP-20 - Dornier Do X (с 1930 года) - Douglas O-31 (V-1570-7, -25, -29, -53, GIV-1570-FM ) - Douglas O-43 (V-1570-59) - Douglas Y1B-7 (V-1570-23, -29, -33, -39, -53) - Huff-Daland XB-1 (V-1570-5) - Lockheed YP-24 (V-1570-23, -27) - Thomas-Morse YO-23 (V-1570-1, -11, -79) - ТБ-3 (на прототипах) - И-8 (АНТ-13) |

### Гоночные автомобили
- Mormon Meteor III (рекордная машина для гонок на озере Бонневилль)